# アヴラハム・アヴィヴ・アラッシュ
アヴラハム・アヴィヴ・アラッシュ (ヘブライ語: אברהם אביב אלוש, 英語: Avraham Aviv Alush、1982年6月12日 - )はイスラエルの俳優。 

## 略歴
生まれはイスラエル北部でKarmielで育つ。妻のNofar Korenは弁護人をしている。 The Shackに出演するまではイスラエルの映画やテレビのみで活動していた。 英語圏の映画でイエス・キリストを演じた初めてのイスラエル俳優である。

## 主な出演作品
- The Island (テレビ)(2007)
- The Arbitrator  (テレビ)(2007)
- Asfur (テレビ)(2010-2011)
- Alenby (テレビ)(2012)
- The Gordin Cell (テレビ)(2012-2015)
- パン職人と美女(テレビ)(2013)
Beauty and the Baker
- The Red Hood Setup (2014)
- An Israeli Love Story  (2016年)
- The Women's Balcony  (2016年)
- アメイジング・ジャーニー　-神の小屋- (2017)
The Shack